# Joel Lassinantti
Joel Nils Emil Lassinantti, född 8 januari 1993 i Luleå, är en svensk professionell ishockeymålvakt som spelar för Luleå HF i SHL.

## Biografi
Lassinantti växte upp i Måttsund, cirka två mil söder om Luleå, och hans moderklubb är Antnäs BK. Han är brorsbarnbarn till Ragnar Lassinantti, som var Norrbottens läns landshövding.
Säsongen 2011/2012 fick Lassinantti spela 2 matcher med Luleå HF, under European Trophy. Lassinantti fick även ett kontrakt med Luleå HF:s A-lag säsongen 2012/2013, men började först spela SHL-matcher för laget säsongen 2014/2015. Den säsongen gick så pass bra att han kom på andra plats i högst räddningsprocent i Svenska Hockeyligan, med 92,8 procent, och vann Honkens trofé 2015. I slutspelet samma säsong var Lassinantti den målvakt som fick allra högst räddningsprocent, 92,7 procent.
Säsongen 2022/23 slog han även Stefan Livs rekord i flest hållna nollor i SHL:s historia med 53 hållna nollor (Grundserien och slutspel inkluderat).
Han har också spelat i Sveriges juniorlandslag (U16, U17, U18, U19 och U20), mellan åren 2008 och 2013. Han spelade dessutom i TV-pucken för Norrbotten 2008–2009.

## Klubbar
- Luleå HF 2021-
- HK Sotji 2020-21
- Luleå HF 2012-20
  - Almtuna IS (lån) 2012-13
  - Åker/Strängnäs HC (lån) 2012-13
  - Asplöven HC (lån) 2013-14

## Utmärkelser (i urval)
- Brons i J20 Superelit 2010
- Silver i U18-VM 2011
- JVM-silver 2013
- SM-silver 2013
- Vinnare av Champions Hockey League 2015
- Vinnare av Honkens trofé 2015
- Nominerad till Årets målvakt i SHL Awards 2015
- Nominerad till Årets målvakt i SHL Awards 2016
- Årets målvakt i SHL Awards 2019
- SM-silver 2022
- CHL-silver 2023
- SM-guld 2025